# Liljevalchs konsthall

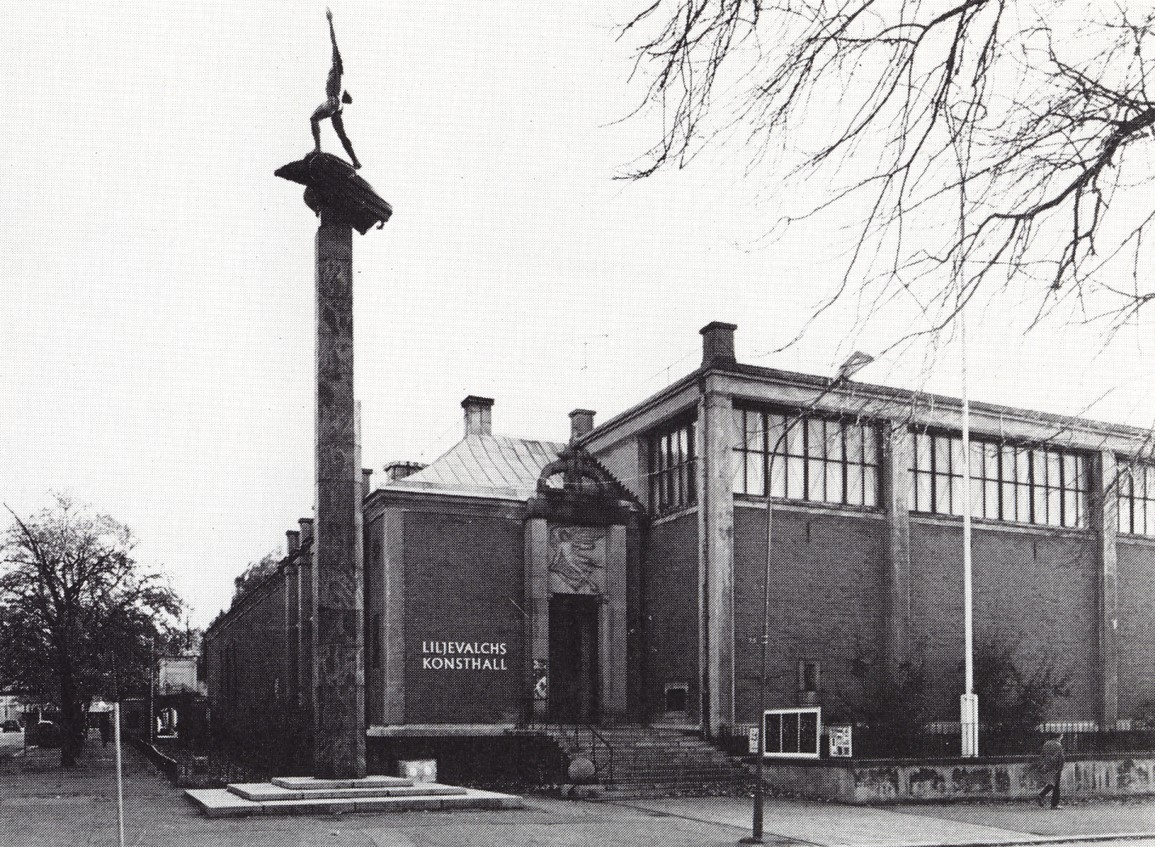
Liljevalchs konsthall. ca. 1950

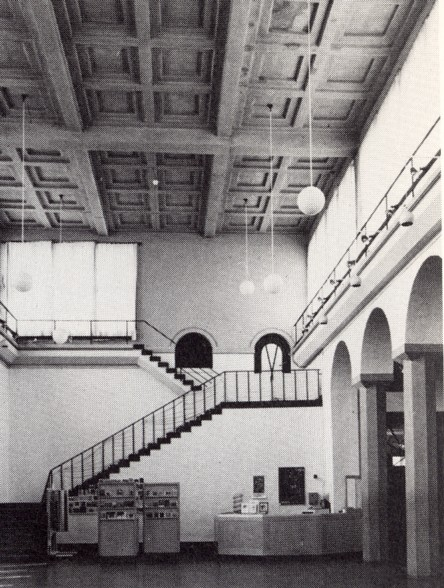
Haupthalle

Liljevalchs konsthall (Liljevalchs Kunsthalle) ist ein Ausstellungsgebäude für zeitgenössische Kunst auf Djurgården in Stockholm.

## Beschreibung
Die Kunsthalle, die im Gegensatz zu einem Museum keine eigene Sammlung besitzt, wurde im März 1916 eröffnet. Es war der erste unabhängige Ausstellungsplatz Schwedens für zeitgenössische Kunst. Vorher standen diesen Künstlern nur Baracken und dunkle Behausungen zur Verfügung. Sie kam dank einer Donation des industriellen Carl Fredrik Liljevalch d. J. (1837–1909) zustande. Ein Architekturwettbewerb wurde ausgeschrieben und der Architekt Carl Bergsten (1879–1935) bekam den ersten Preis und den Zuschlag.
Die Ausstellungshalle ist immer noch mustergültig. Die Haupthalle hat eine Deckenhöhe von ca. 8,5 Meter und wird durch ein hochplatziertes Fensterband nach Westen hin indirekt beleuchtet. Die Kassettendecke besteht aus Beton. An der Kurzseite zeichnen sich die schwarzen Treppenstufen, fast wie eine Skulptur, gegen die weißgeschlämmte Wand ab. Der Bau wird nach Süden durch ein Atrium abgeschlossen. Hier befindet sich ein Restaurant. Am Eingang der Kunsthalle steht, auf einer hohen Granitsäule, die Skulptur Bogenschütze von Carl Milles. Das Gebäude wird zum Durchbruchswerk der modernen Architektur in Schweden gerechnet.

## Aktivitäten
Neben unterschiedlichen Ausstellungen ist der so genannte Frühlingssalon Liljevalchs vårssalong ist ein jährlich wiederkommendes Ereignis. Liljevalchs konsthall schreibt: „Der Frühlingssalon ist Stockholms sicherster Frühlingsbote. Mit dabei zu sein oder nicht mit dabei zu sein, das ist die Frage bei etablierten oder weniger etablierten Künstlern. Und so ist es seit dem 21. April 1921 gewesen, an dem der erste Frühlingssalon geöffnet wurde. Auch weiterhin ist der Frühlingssalon ein ernstzunehmendes Ausstellungsforum, ein freches Arrangement, das auch andere Kunstrichtungen zeigt, als die, die sonst im Bewusstsein von Institutionen und Galeristen vorherrschen.“